# Esther Hayut
Esther Hayut, detta Esti (in ebraico אֶסְתֵּר חַיּוּת‎?; Herzliya, 16 ottobre 1953), è un'avvocata e magistrata israeliana, Presidente della Corte Suprema di Israele dal 2017 al 2023.
Nel gennaio 2023 si è opposta, insieme alla procuratrice generale Gali Baharav-Miara, alla riforma della giustizia proposta dal governo Netanyahu V.

## Biografia
Esther "Esti" Avni è nata a Herzliya, in Israele, nel Shaviv ma'abara (oggi il quartiere di Yad HaTesha) da Yehuda e Yehudit Avni, entrambi sopravvissuti rumeni all'Olocausto. I suoi genitori divorziarono quando lei era piccola e suo padre emigrò nel Regno Unito. È cresciuta nella casa dei nonni nel quartiere Neve Amal di Herzliya. All'età di 17 anni si trasferì a Eilat per vivere con sua madre, che si era risposata. Ha completato il liceo a Eilat nel 1971.
Dopo il diploma di scuola superiore, è stata arruolata nelle forze di difesa israeliane, dove ha prestato servizio nella banda musicale militare del Comando Centrale. Dopo il suo congedo dall'esercito, Hayut ha frequentato la facoltà di giurisprudenza presso l'Università di Tel Aviv, laureandosi nel 1977.

### Carriera legale
Durante i suoi studi di legge, ha anche incontrato suo marito, David Hayut, dal quale ha due figli. Hayut ha svolto un tirocinio presso lo studio legale di Haim Yosef Zadok, ex ministro della giustizia israeliano , dove è rimasta a lavorare come avvocato associato tra il 1977 e il 1985. Dopo aver lasciato lo studio, Hayut ha aperto uno studio indipendente insieme al marito, specializzandosi in diritto commerciale e responsabilità civile. Nel 2022, Hayut è stata premiata da Forbes come una delle 50 donne over 50 all'avanguardia in tutta Europa, Medio Oriente e Africa.

### Carriera giudiziaria
Nel marzo 1990 Hayut è stata nominata giudice presso il tribunale del magistrato di Tel Aviv  e nel 1996 è stata nominata presso il tribunale distrettuale di Tel Aviv, dove ha ottenuto il mandato nel 1997.  Nel marzo 2003 Hayut è stata nominata Giudice della Corte Suprema di Israele, dove è entrata in carica nel marzo 2004.
Nel maggio 2015 Hayut è stato nominato presidente del Comitato elettorale centrale per la 20ª Knesset.
Hayut è stata eletta per sostituire Miriam Naor come Presidente della Corte Suprema nel 2017, secondo il metodo dell'anzianità utilizzato in Israele.
Il 16 ottobre 2023 è cessata dall'incarico in seguito al raggiungimento dell'età di pensionamento obbligatorio fissata al compimento dei 70 anni.